# Gmunden

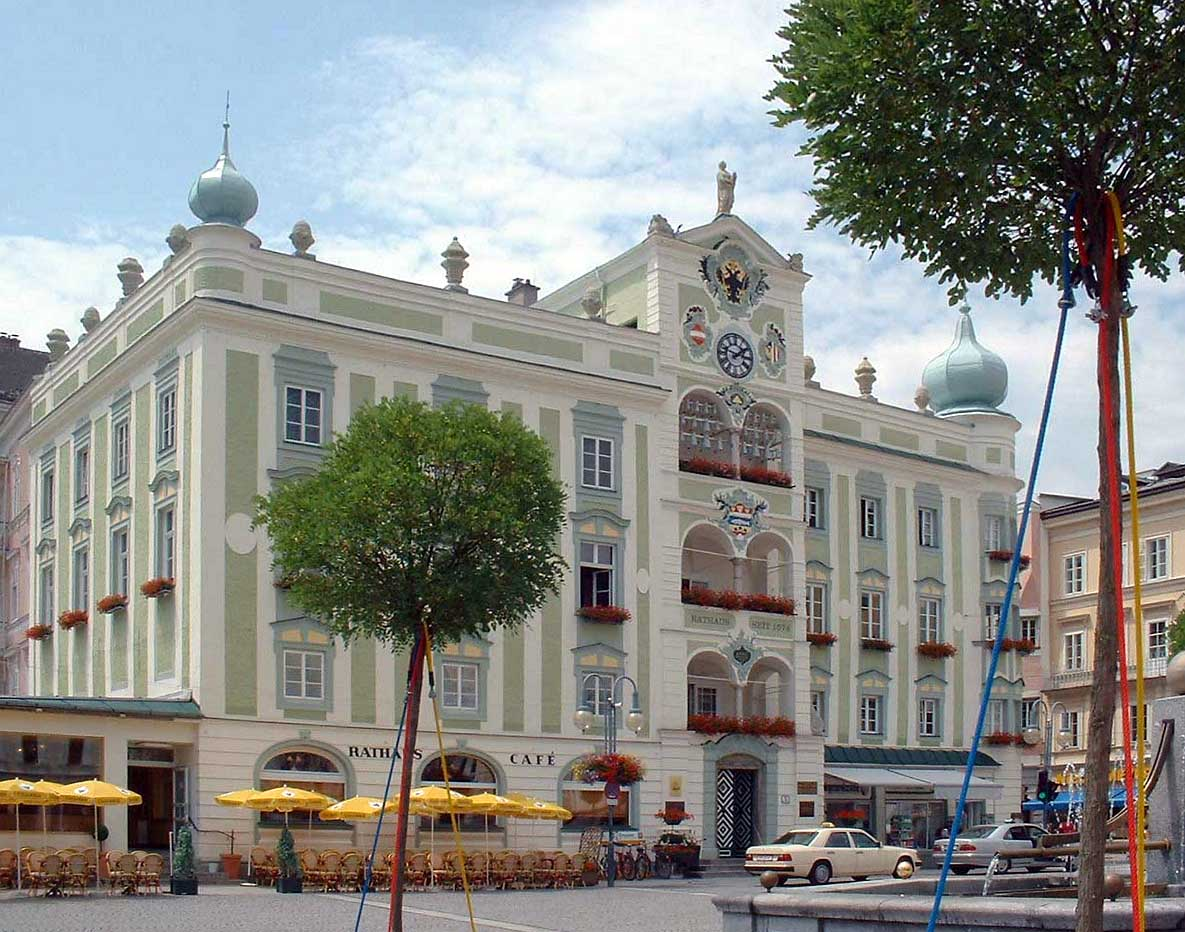
Rådhuset i Gmunden.

Gmunden ([ˈɡmʊndən] lyssna (fil)) är en stadskommun i det österrikiska förbundslandet Oberösterreich i distriktet Gmunden. Staden är huvudort i distriktet med samma namn. Kommunen har 13 254 invånare (2024).

## Historia
Traunsees norra strand befolkades redan på 400-talet och staden fick stadsrättigheter 1278. Fram till 1800-talets början var handeln med salt från Hallstatt stadens stora inkomstkälla. Efterhand som saltets betydelse minskade, blev turismen den nya dominerande näringen och 1862 blev Gmunden officiellt en kurort.
Gmunden klarade sig från andra världskrigets bombningar och är med sin bebyggelse och vackra natur ett mycket uppskattat turistmål. Till sevärdheterna räknas det sengotiska slottet, hjulångaren Gisela från 1871 och stadens keramikfabrik.